# Dacre Montgomery
Dacre Kayd Montgomery-Harvey (Perth, 22 novembre 1994) è un attore australiano di origini neozelandesi e canadesi.
È noto per il ruolo da protagonista nel film Power Rangers e per il ruolo di Billy Hargrove nella serie televisiva Stranger Things.

## Biografia
In possesso anche della cittadinanza neozelandese e di quella canadese, Montgomery è nato a Perth, nell'Australia occidentale, da madre canadese (Judith Barrett-Lennard) e da padre neozelandese (Scott Montgomery-Harvey). Entrambi hanno lavorato nell'industria del cinema in Australia. Dacre ha iniziato a esibirsi su schermo e in teatro all'età di nove anni. Montgomery ha frequentato il Mount Lawley Senior High School nella sua città natale. Ha continuato i suoi studi nelle arti drammatiche durante la scuola secondaria ed è stato scelto dai suoi colleghi come "Molto probabilmente diventerà una celebrità di Hollywood", nell'annuario della scuola nel 2011. Montgomery ha completato la sua laurea in recitazione presso la Edith Cowan University nel 2015.
Il primo ruolo di Montgomery arrivò quando apparve in Bertrand il Terribile come Fred, nel 2010. Nel 2011, apparve in un Pilot TV chiamato Family Tree. Nel 2015 Montgomery è apparso nel video musicale di Old Souls della band deathcore australiana Make Them Suffer diretta da Jason Eshraghian. Montgomery ha interpretato il ruolo di Jason, il Red Ranger, leader dei Power Rangers, nel film Power Rangers, uscito nel 2017. Montgomery è anche apparso nel duo di musica australiana Angus & Julia Stone per la loro canzone Chateau. Inoltre è apparso nel sequel della commedia australiana A Few Best Men. Nel 2016 Montgomery si è unito al cast per la seconda stagione della serie di Netflix Stranger Things. Interpreta il personaggio di Billy Hargrove. Il 6 novembre 2017 Montgomery si è unito a The True History of the Kelly Gang, basato sul romanzo con lo stesso titolo, insieme a Russell Crowe e Nicholas Hoult. Nel 2022 ha recitato nel film Elvis, diretto da Baz Luhrmann.

## Filmografia

### Cinema
- Bertrand the Terrible, regia di Karen Farmer – cortometraggio (2010)
- Better Watch Out, regia di Chris Peckover (2016)
- Power Rangers, regia di Dean Israelite (2017)
- Tre uomini e una bara (A Few Less Men), regia di Mark Lamprell (2017)
- La galleria dei cuori infranti (The Broken Hearts Gallery), regia di Natalie Krinsky (2020)
- Elvis, regia di Baz Luhrmann (2022)
- Went Up the Hill, regia di Samuel Van Grinsven (2024)

### Televisione
- Stranger Things – serie TV, 18 episodi (2017-2022)

### Video musicali
- Make Them Suffer - Old souls (2015)
- Angus & Julia Stone - Chateau (2017)

## Doppiatori italiani
Nelle versioni in italiano delle opere in cui ha recitato, Dacre Montgomery è stato doppiato da:
- Davide Perino in Power Rangers, Elvis
- Mirko Cannella in Stranger Things
- Emanuele Ruzza in La galleria dei cuori infranti